# 柯勒穹
柯勒穹（英語：Kohler Dome）是南極洲的穹丘，位於瑪麗伯德地，處於莫爾頓山東部，海拔高度2,680米，美國地質調查局根據測量和美國海軍拍攝的空中照片繪入地圖，現時由南極條約體系管理。